# Tour A2A
La tour A2A (en italien : Torre A2A) est un bâtiment de Milan en Italie.

## Histoire
Conçue par les architectes Antonio Citterio et Patricia Viel, la tour est en cours de construction dans le cadre du projet de réaménagement de l'ancien triage ferroviaire de Porta Romana à Milan et accueillera le nouveau siège de l'entreprise italienne A2A. Approuvé par la municipalité 5 de Milan, le projet comprend également la revitalisation de la voisine piazza Trento, s'inscrivant dans un effort plus large de reconnection et de transformation du quartier de Porta Romana. Le même site accueillera également le village olympique de Milan pour les Jeux olympiques d'hiver de 2026. En 2022, l'achèvement de la tour étair prévu pour 2025, et son inauguration pour 2026.

## Description
La tour s'élèvera à une hauteur de 144 mètres.